# Мвепу, Франсиско
Франси́ско Мве́пу (англ. Fransisco Mwepu; род. 29 февраля 2000, Чамбеши, Замбия) — замбийский футболист, полузащитник.

## Карьера
Играл на родине в клубах «Кафу Селтик» и «Ред Эрроуз». В августе 2020 года стал игроком австрийского «Штурма». Был заявлен жа основную и молодёжную команду клуба. Дебютировал в австрийской Бундеслиге в матче с клубом «Рид», заменив Андреаса Куэна на 90-й минуте. На 93-й минуте получил желтую карточку.